# Thecla bouvieri
Thecla bouvieri är en fjärilsart som beskrevs av Percy I. Lathy 1936. Thecla bouvieri ingår i släktet Thecla och familjen juvelvingar. Inga underarter finns listade i Catalogue of Life.